# Верхний Услон

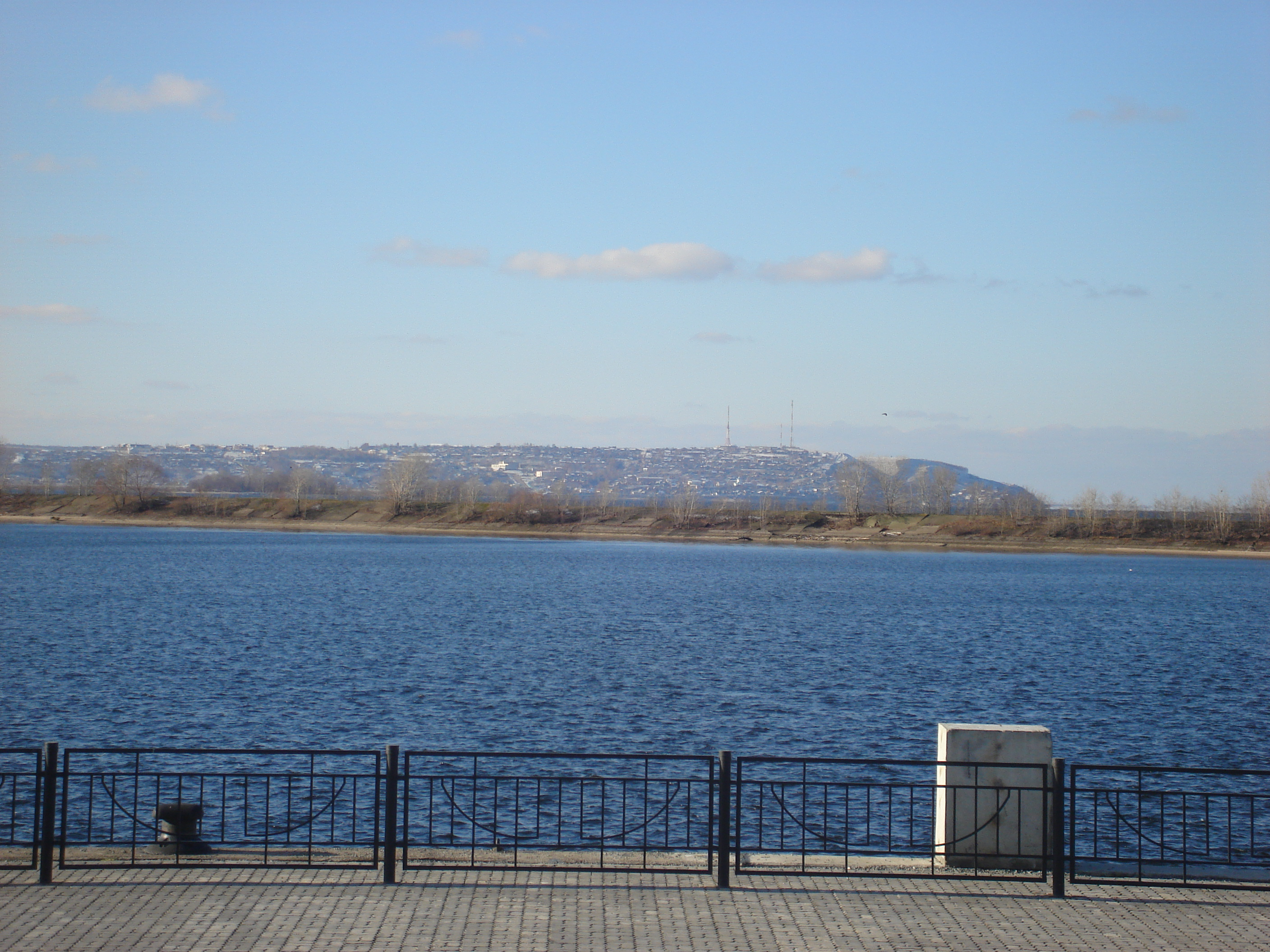
Вид на Верхний Услон из речного порта Казани

Верхний Услон (тат. Югары Ослан) — село в Татарстане. Административный центр Верхнеуслонского района и муниципального образования «Верхнеуслонское сельское поселение».

## География
Расположено на обрывистом мысу на правом берегу Волги (Куйбышевское водохранилище) напротив Казани, в ближней зоне Казанской агломерации. Западнее села (1,5 км) расположено село Печищи. Село Нижний Услон расположено в 7 км вниз по течению (южнее).
Зона вокруг Верхнего Услона носит название Услонские горы и характеризуется как лесостепь. Влажность воздуха чуть повышена, место благоприятствует садоводству.

## История
В 1831—1838 годах в Верхнем Услоне построена церковь Николая Чудотворца, которая в 1892—1896 годах обрела придел во имя Святого пророка Илии, благодаря чему также известна как Свято-Николо-Ильинская церковь.
В 1863 году Александр Сергеевич Меншиков, правнук Александра Даниловича Меншикова, построил в Верхнем Услоне часовню над могилой своей прабабки Дарьи Меншиковой.
Верхний Услон также упоминается в повести А. Н. Толстого «Гадюка»: героиня мечтает о приобретении дачи в Верхнем Услоне.

## Население
| \| 1959[3] \| 1970[4] \| 1979[5] \| 1989[6] \| 2002[7] \| 2010[8] \| 2021[2] \| \| ------- \| ------- \| ------- \| ------- \| ------- \| ------- \| ------- \| \| 2945 \| ↘2875 \| ↗3132 \| ↗3891 \| ↗4257 \| ↗4499 \| ↘4140 \| 1000 2000 3000 4000 5000 1970 2021 |       |       |       |       |       |       |
| 1959 | 1970  | 1979  | 1989  | 2002  | 2010  | 2021  |
| 2945 | ↘2875 | ↗3132 | ↗3891 | ↗4257 | ↗4499 | ↘4140 |

## Транспорт
Существует паромная переправа через Волгу — из микрорайона Казани Старое Аракчино (3 км). Чтобы проехать в центр Казани по автодорогам и Займищенскому мосту, нужно совершить объезд около 35 км.
В летнюю навигацию до Казани регулярно ходят пассажирские суда. В зимний период — судно на воздушной подушке.

### Автобус
Пригородный автобусный маршрут № 129 начал ходить с казанского автовокзала до Верхнего Услона через Набережные и Лесные Моркваши с начала 1990-х годов. В конце 1990-х перенумерован в № 329, а после 2008 года переведён в категорию межмуницпальных маршрутов.